# Valerand de la Varanne
Valerand de la Varanne est un poète français de langue latine actif au début du XVIe siècle.
De sa vie, on sait seulement qu'il était natif d'Abbeville, qu'il fut docteur en théologie de l'Université de Paris, et qu'à sa mort il fut inhumé dans la chapelle du collège des Cholets, à Paris.
Ses principales œuvres sont :
- De inclita Caroli octavi Francorum regis in agro Fornoviensi victoria carmen (Paris, Jacques Murat, 1501) : poème sur la bataille de Fornoue (6 juillet 1495), dédié à François de Melun, prévôt de Saint-Omer ;
- Decertatio fidei et hæresis (Paris, Robert de Gourmont, 1505) ;
- De expugnatione Genuensi, cum multis ad Gallicam historiam pertinentibus (Paris, J. Murat, 1507) : sur la prise de Gênes par les Français le 29 avril 1507 ; poème dédié à Raoul de Lannoy, un Picard nommé gouverneur de Gênes après cette conquête ;
- Urbis Morini post eversionem querimonia : plainte de la ville de Thérouanne après sa prise par les Anglais le 22 août 1513 ;
- Ode sur le mariage de Louis XII avec Marie d'Angleterre, mariage célébré à Abbeville le 9 octobre 1514 ;
- De gestis Johannæ virginis Francæ egregiæ bellatricis libri quattuor versu heroico (Paris, Jean de La Porte, 1516) : l'histoire de Jeanne d'Arc de sa naissance à sa mort en un peu plus de trois mille hexamètres dactyliques formant quatre livres ; poème inspiré de la lecture des actes du procès, trouvés dans la bibliothèque de l'abbaye Saint-Victor, avec ajout d'éléments mythologiques ; poème dédié à Charles de Hangest, évêque de Noyon, et à Georges II d'Amboise, archevêque de Rouen.

Dans le volume de 1501, on trouve aussi les trois poèmes suivants :
- De Domo Dei Parisiensi carmen : sur l'Hôtel-Dieu de Paris ;
- De pia sacerrimæ crucis veneratione carmen ;
- De præclara et insigni theologorum Parisiensi facultate carmen.

## Éditions modernes
- Ernest Prarond (éd.), Valerandi Varanii De gestis Johannæ virginis Francæ egregiæ bellatricis, Paris, A. Picard, 1889[2] ; réimpr. Genève, Slatkine, 1971.
- Ernest Prarond (éd.), Trois poèmes de Valerand de la Varanne, poète latin du XVIe siècle, Paris, A. Picard, 1889 (Les trois poèmes sont : Épithalame pour le mariage de Louis XII, De l'excellence de la vertu, Plainte de la ville de Thérouanne).